# Somebody to Love (chanson de Jefferson Airplane)
Pour les articles homonymes, voir Somebody to Love.
Singles de Jefferson Airplane
My Best Friend / How Do You Feel?
(1967) White Rabbit / Plastic Fantastic Lover
(1967)
Pistes de Surrealistic Pillow
She Has Funny Cars My Best Friend
Somebody to Love est une chanson écrite par Darby Slick dont la version la plus célèbre est celle du groupe Jefferson Airplane. 

## Histoire
Somebody to Love est enregistrée pour la première fois par le groupe de Darby Slick, The Great Society. Elle est publiée en 45 tours en 1966 sur le label North Beach, mais sa notoriété ne dépasse pas la région de San Francisco. Le groupe l'interprète régulièrement sur scène, et des enregistrements ont paru sur l'album Conspicuous Only in Its Absence (1968).
The Great Society éclate à la fin de l'année 1966 et Grace Slick, la belle-sœur de Darby Slick, rejoint un autre groupe san-franciscain, Jefferson Airplane. Elle enregistre avec eux une nouvelle version de Somebody to Love qui voit le jour en 1967 sur l'album Surrealistic Pillow et en single. Elle rencontre un grand succès et se classe no 5 du Billboard Hot 100.

## Reprises et réutilisations
Somebody to Love a été reprise par les Ramones en compagnie de Traci Lords sur leur album de reprises Acid Eaters (1995).
La version de Jefferson Airplane a été utilisée dans plusieurs films, notamment dans Golden Gate (1994), Apollo 13 (1995), Las Vegas Parano et Marrakech Express (1998), La Maison au bout du monde (2004), Quatre Frères (2005) et A Serious Man (2009) et dans la bande annonce de la série Years and Years (2019). Elle est interprétée par Jim Carrey dans le film Disjoncté (1996).
Le duo de DJ néerlandais Mr Beltz & Wezol remix le titre en 2015, ils l'incluent d'ailleurs dans leur DJ set à Tomorrowland en 2019